# Anna Nordqvist (politiker)
Anna Maria Katarina Nordqvist, född 10 april 1978 i Degerfors, är en svensk moderat politiker.

## Politisk karriär
Nordqvist tillträdde kommunalrådsposten i Degerfors kommun 1 januari 2019. Sedan den 1 januari 2023 är hon 1:e vice ordförande i kommunstyrelsen.
Nordqvist styr efter valet 2022 i koalition med Vänsterpartiets Anneli Mylly.

## Valresultat
| Parti | Parti               | Kandidat       | Kommun |
| Parti | Parti               | Kandidat       | Röster |
| ----- | ------------------- | -------------- | ------ |
|       | Moderaterna         | Anna Nordqvist | 155    |
|       | Vänsterpartiet      | Peter Pedersen | 130    |
|       | Vänsterpartiet      | Anneli Mylly   | 102    |
|       | Socialdemokraterna  | Johanna Svärd  | 100    |
|       | Sverigedemokraterna | Peter Nyström  | 85     |
|       | Sverigedemokraterna | Leif Erixon    | 78     |
|       | Sverigedemokraterna | Thomas Ågren   | 72     |
|       | Kristdemokraterna   | Jan Johansson  | 56     |